# Ai To’os

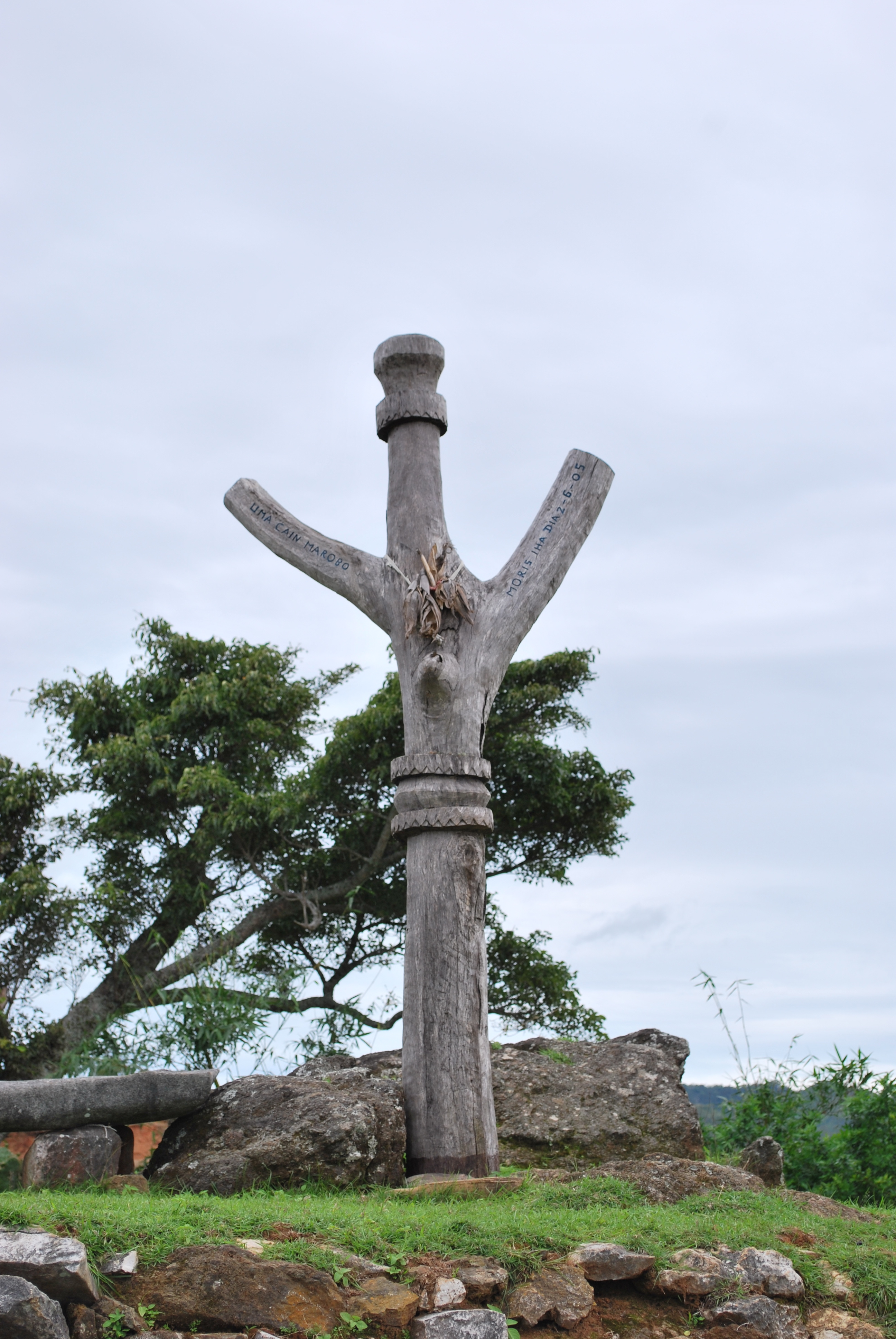
Ai To’os in Hohulu, Ainaro

Ein Ai To’os (Ai-Toos) (Tetum für „Gartenbaum“ oder „Ackerbaum“) ist ein kahler Baumstamm, der als Schutzsymbol in Osttimor aufgestellt wird. Er soll die Ahnen um Hilfe bitten, damit das Land fruchtbar bleibt und es den Menschen gut geht.

## Namen in anderen Sprachen Timors
In Tetum Terik werden die Ai To’os „Sarin“ genannt, in Mambai „Ai-Tidin la Genora“ (deutsch das Gesetz aufhängen), in Makasae „Ate Sika Porkili“ und in Naueti „Kaibira“.

## Hintergrund

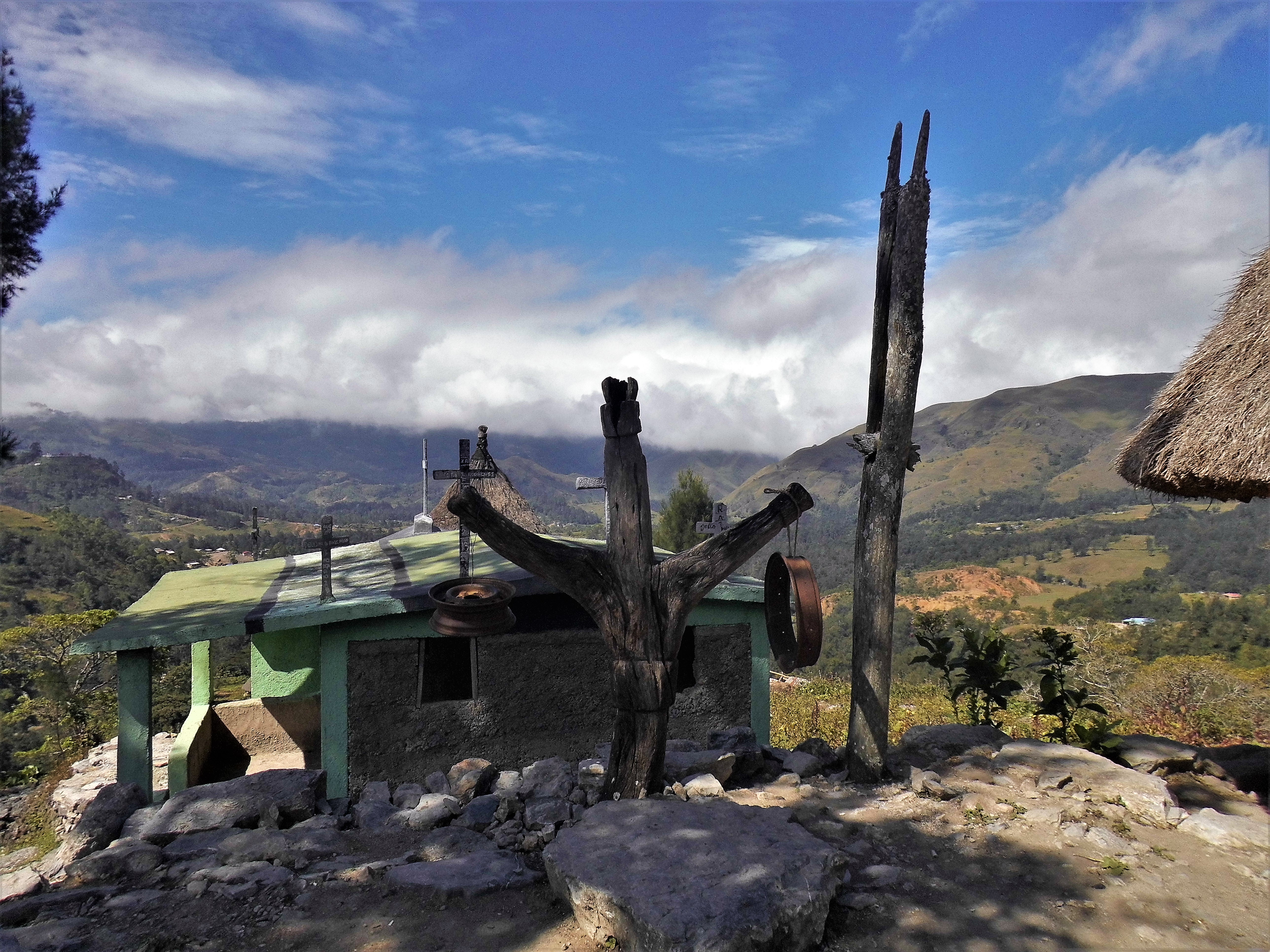
Ein Ai To’os vor einer katholischen Kapelle in Maubisse

Der Ai To’os stellt eine Verbindung von Stein und Holz (tetum fatuk ho ai) dar, die die Vereinigung der Welt der Menschen mit der Natur symbolisiert. Der Baumstamm wird in den Boden gesetzt und von Steinplatten umrahmt. Die steinerne Plattform (Fatuk Bossok) ist ein Altar des traditionellen Glaubens auf Timor. In der Regel hat der Ai To’os drei Arme, die nach oben gestreckt sind. Bei den Tokodede sind es fünf Arme, die für die fünf historischen Clans der Region repräsentieren. Bei den Naueti in Viqueque und den Atoin Meto sind es sieben Arme, die für die sieben Stationen im Nachleben stehen. Symbole können in den Stamm geschnitzt sein oder Opfergaben für Geister und Ahnen auf ihn gehängt sein.
Die Deutungen der Symbolik sind komplex. Manchmal wird sie mit der Fruchtbarkeit des einzelnen und der Gesellschaft in Verbindung gebracht. Die Beziehung zwischen dem Stamm und seinen Zweigen wird zum Beispiel jener zwischen Vater und Mutter (tetum Aman ho Inan) und ihren Kindern (Anan) gleichgesetzt. Männer verbleiben in einem Teil der Volksgruppen Timors traditionell innerhalb ihres Stammes (patrilineal), heiraten aber nur Frauen von außerhalb (exogam), so dass sich alle Angehörigen auf eine männliche Stammlinie beziehen können. Regelmäßig trifft man sich an seinem Ursprungsort (Fun), der dem Stamm entspricht. In Zeremonien, die der Fruchtbarkeit des Landes dienen, werden aus Maispflanzen Kränze geflochten und damit der Ai To’os geschmückt.
Nach einer anderen Interpretation symbolisieren die drei Arme die drei legendären Ahnherren der drei Ur-Reiche Timors (vgl. Geschichte Osttimors).
Der Ai To’os kann auch ein Seil symbolisieren, das nach einer Legende früher Sonne und Erde miteinander verband und die Kommunikation zwischen ihnen ermöglichte. Wieder andere sehen im Ai To’os den Wohnsitz der Ahnen, von wo aus die Nachkommen Unterstützung erhalten.

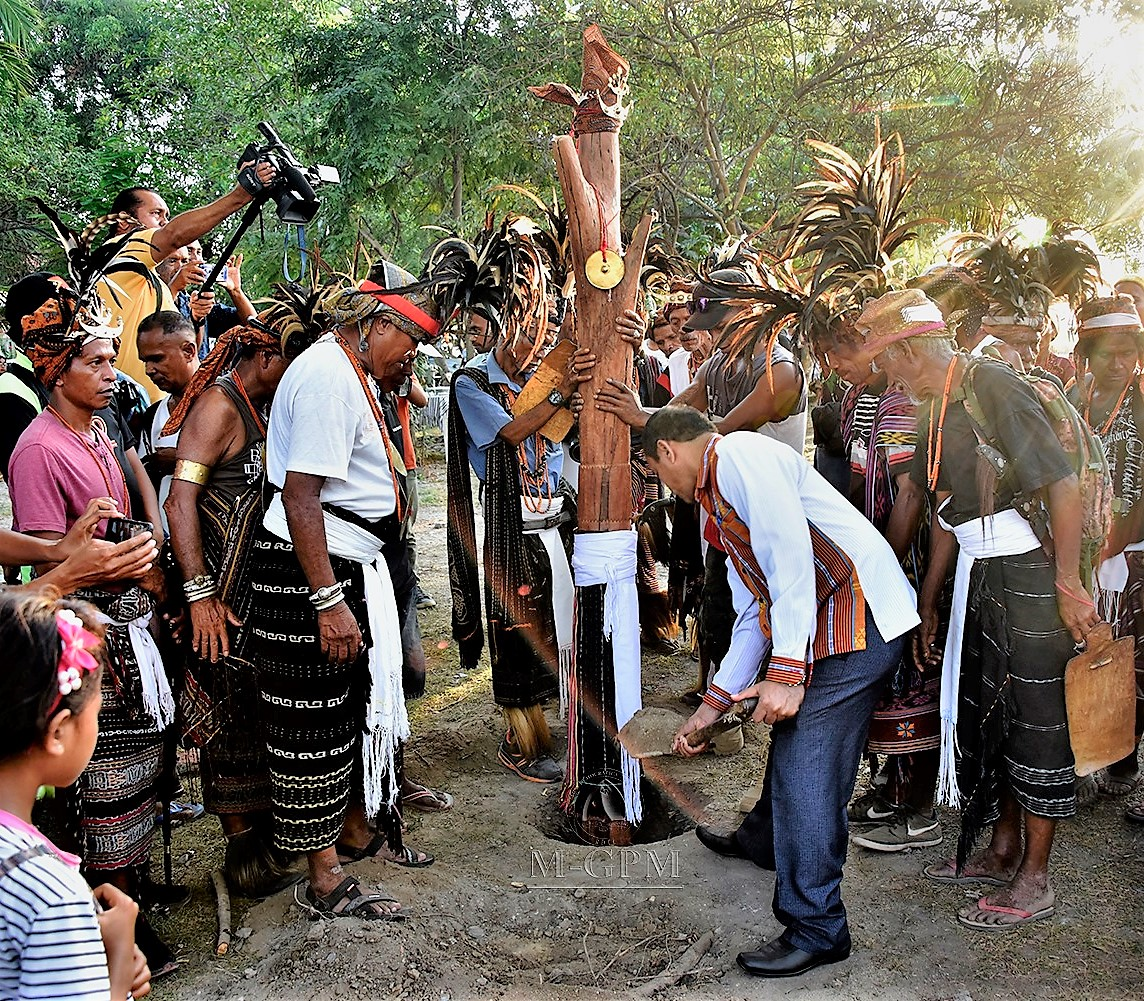
Zeremonielles Aufstellen eines Ai To’os im Jardim Farol in Dili

Beim zeremoniellen Aufstellen, dem „Harii Hikas Ai To’os“, wird ein Tieropfer dargebracht. So zum Beispiel ein Schwein, beim Aufstellen eines Ai To’os in der Landeshauptstadt Dili, das der Regierung und dem ganzen Land Schutz und Wohlstand bringen soll. Bei der Zeremonie nahmen Dorfälteste aus jeder Gemeinde Osttimors und der Premierminister teil.
Ai To’os haben auch noch heute in der osttimoresischen Kultur eine große Bedeutung, obwohl nahezu die gesamte Bevölkerung im Land sich inzwischen zum katholischen Glauben bekennt. Infolgedessen ist es durchaus üblich, Ai To’os vor Kirchen (zum Beispiel vor der Kirche von Maubisse) oder Kapellen aufzustellen.